# اژدهاماهی سه‌چراغه
اژدهاماهی سه‌چراغه (نام علمی: Trigonolampa miriceps) نام یک گونه از تیره لق‌دهانان است.